# Tobias Wendl
Tobias Wendl (* 16. Juni 1987 in Aachen) ist ein deutscher Rennrodler. 2014, 2018 sowie 2022 wurde er mit seinem Partner Tobias Arlt Doppelolympiasieger im Doppelsitzer sowie der Team-Staffel.
Er gewann fünfmal den Gesamtweltcup.

## Werdegang
Tobias Wendl ist Sportsoldat der Bundeswehr und lebt in Berchtesgaden. Er startet für den RC Berchtesgaden und betreibt seit 1994 Rennrodeln. Mit Tobias Arlt fährt er Rennrodel-Doppelsitzer. 2005 und 2006 gewann das Doppel den Titel bei den Juniorenweltmeisterschaften, 2007 wurden sie Zweite, 2004 Dritte. Hinzu kommen 2004, 2005 und 2006 der Titel mit der Mannschaft. 2005/06 gewannen sie die Gesamtwertung des Juniorenweltcups, 2004/05 und 2006/07 belegten sie den zweiten Rang.

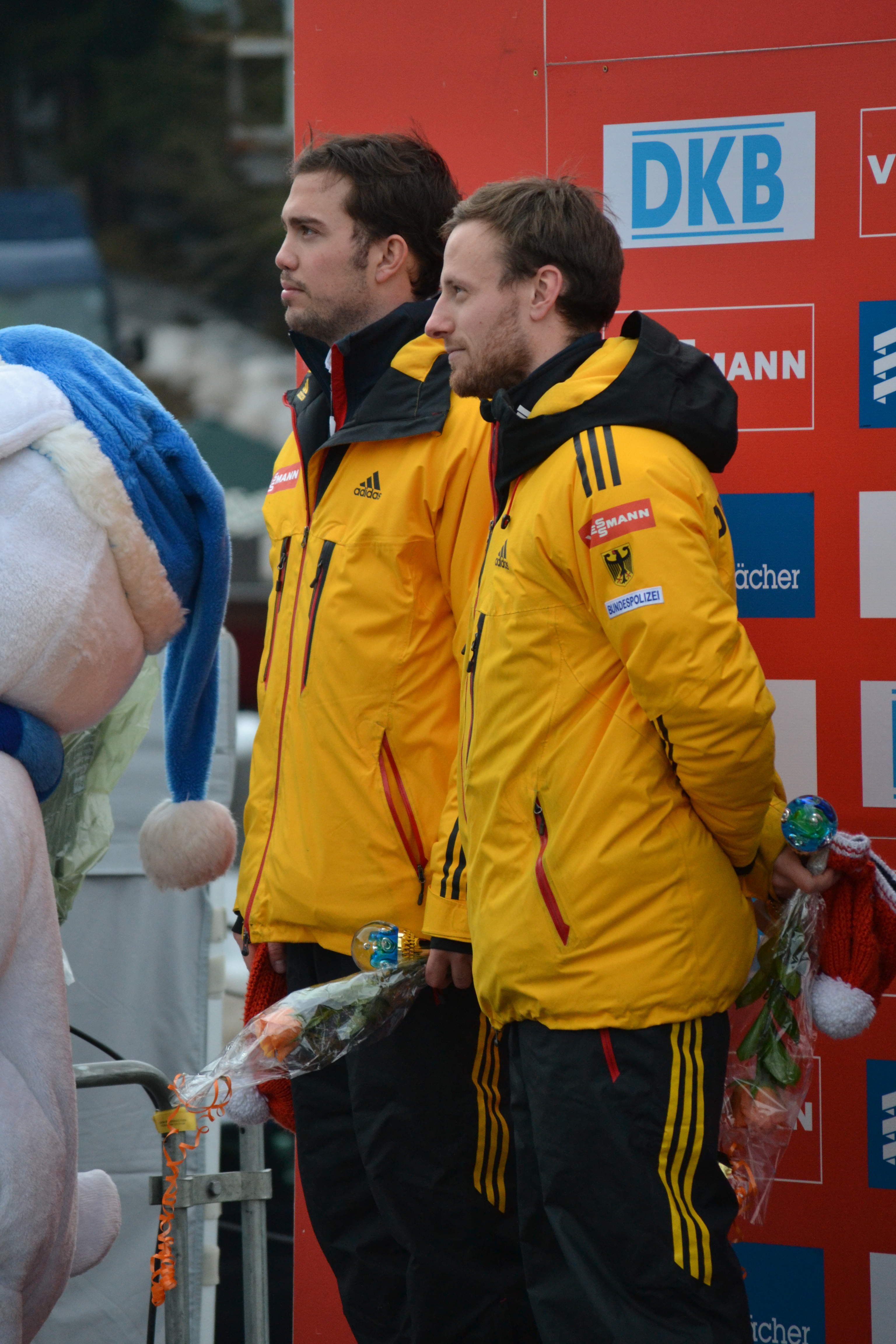
Mit Doppelpartner Tobias Arlt beim Weltcup in Altenberg im Feb. 2015

### Weltcupanfänge und erste WM-Medaille
Im Weltcup tritt das Duo seit dem Ende seit der Saison 2006/07 an. Bei ihrem ersten Rennen in Winterberg fuhren sie auf den 12. Platz. Bei ihren ersten Rennrodel-Weltmeisterschaften 2007 belegten Wendl/Arlt den neunten Rang. Ihre erste Weltcup-Top-Ten-Platzierung erreichten sie zum Auftakt der Folgesaison in Lake Placid als Siebtplatzierte. Am Königssee erreichten sie als Zweitplatzierte hinter Patric Leitner und Alexander Resch erstmals eine Podestplatzierung. In der Gesamtwertung belegten sie, nachdem sie in allen Saisonrennen zum Einsatz und auf einstellige Platzierungen kamen, den fünften Platz und etablierten sich endgültig als drittes Rodeldoppel Deutschlands hinter Leitner/Resch und André Florschütz/Torsten Wustlich im Weltcup. Bei den Rennrodel-Weltmeisterschaften 2008 in Oberhof konnten sie hinter Florschütz/Wustlich Silber gewinnen. In der Saison 2008/09 etablierten sich Wendl/Arlt endgültig in der Weltspitze und wurden in der Gesamtwertung Vierte. In Oberhof gewannen sie erstmals ein Weltcuprennen. Bei den Weltmeisterschaften in Lake Placid kamen Wendl/Arlt auf Rang sieben. Auch in der Saison 2009/10 wurden Wendl/Arlt Vierte des Gesamtweltcups. In Königssee und Cesana Torinese gewannen sie zwei Weltcuprennen. Beim Höhepunkt der Saison, den Olympischen Winterspielen von Vancouver, konnte das Doppel nicht teilnehmen, da die Weltklassedoppel Leitner/Resch und Florschütz/Wustlich als Sieger und Vize des Weltcups gesetzt waren. Beide Doppel beendeten nach der Saison ihre Karriere. Damit sind seit der Saison 2010/11 Wendl und Arlt das neue Spitzendoppel Deutschlands im Rennrodeln.

### Erster Weltcup-Gesamtsieg 2010
In der Saison 2010/11 holte sie im Weltcup vier Siege und kamen siebenmal aufs Podest. Sie gewannen damit den Gesamtweltcup. Des Weiteren gewannen sie fünfmal mit der Staffel. Nach schwachen Beginn in die Saison 2011/12 mit Platz vier und sechs siegten sie in Calgary und am Königssee. Es folgten fünf weitere Podestplatzierungen im Weltcup, darunter ein weiterer Sieg in Winterberg. Mit der Staffel erreichte er viermal das Podest davon ein Sieg. Bei den Rennrodel-Europameisterschaften 2012 in Paramonowo das zugleich als Weltcup-Rennen gewertet wurde, holten sie im Doppelsitzer und mit der Staffel jeweils die Silbermedaille. Beim Saisonhöhepunkt den Rennrodel-Weltmeisterschaften 2012 in Altenberg wurden sie Vierte und verpassten um sieben tausendstel Sekunden eine Medaille. Im Gesamtweltcup belegten mit zehn Punkten Rückstand auf die Linger/Linger den zweiten Platz.

### Doppelweltmeister und Doppelolympiasieger
Zu Beginn der Saison 2012/13 gewannen Wendl/Arlt fünf Weltcup-Rennen in Folge, bis sie sich beim Weltcup-Rennen am 12. Januar 2013 in Oberhof, das zugleich als Europameisterschaft gewertet wurde, dem Doppel Eggert/Benecken geschlagen geben mussten. Mit Siegen in den beiden letzten Saisonrennen gewannen sie die Gesamtwertung im Weltcup. Bei den Weltmeisterschaften 2013 in Whistler sicherten sich Wendl/Arlt erstmals den Titelgewinn, den sie auch mit der Teamstaffel erreichten. Im Winter 2013/14 konnten sie mit sechs Siegen erneut die Weltcupwertung gewinnen. Bei den Olympischen Spielen 2014 in Sotschi gewann Tobias Wendl mit seinem Partner Tobias Arlt mit großem Vorsprung die Goldmedaille. Zusätzlich siegten sie mit der Team-Staffel.
Für seine sportlichen Erfolge wurde ihm im Jahr 2014 das Silberne Lorbeerblatt verliehen.
In der Saison 2014/15 kamen sie bei 12 Weltcuprennen elfmal aufs Podest, davon sechs Weltcupsiege. Im Gesamtweltcup wurden sie mit 16 Punkten Rückstand auf Eggert/Benecken Zweiter. Mit der Staffel siegten sie viermal. Bei den Rennrodel-Weltmeisterschaften 2015 in Sigulda gewannen sie im Doppelsitzer und in der Staffel jeweils die Goldmedaille.
Der Saisonstart in den Weltcup 2015/16 startete mit einem 3. und einem 8. Platz zunächst durchwachsen. Mit in Summe sechs Weltcup-Siegen und fünf weiteren Podestplätzen gewann Wendl mit seinem Partner zum vierten Mal den Gesamtweltcup. Zusätzlich siegte er einmal mit der Team-Staffel. Bei den Weltmeisterschaften in Königssee wurde Wendl Dreifach-Weltmeister Doppelsitzer, Sprint und mit der Team-Staffel.
In der Saison 2016/17 gewannen Wendl/Arlt drei Weltcuprennen und konnten sechs weitere Podestplatzierungen einfahren. Damit wurden sie Zweiter im Gesamtweltcup. Bei den Rennrodel-Weltmeisterschaften in Igls konnten sie ihren Titel im Doppelsitzer-Sprint verteidigen. Außerdem wurde Wendl mit seinem Partner Vizeweltmeister im Doppelsitzer.

### Erneuter Doppelolympiasieg
Die Saison 2017/18 beendete Wendl auf dem zweiten Platz des Gesamtweltcups. Er konnte im Laufe der Saison zwei weitere Weltcuprennen gewinnen. Der Sieg in Königssee war dabei bereits der 40. Weltcupsieg im Doppelsitzer. Bei den Olympischen Winterspielen in Pyeongchang konnte Wendl mit seinem Partner erneut Olympiasieger im Doppelsitzer und der Team-Staffel werden.
In den folgenden beiden Weltcup-Saisons konnte Wendl mit seinem Partner je zwei weitere Weltcup-Siege feiern. Die Saison 2018/19 beendeten sie auf dem dritten Rang und die Saison 2019/20 auf dem zweiten Rang im Gesamtweltcup.
Nachdem Wendl/Arlt den Gesamtweltcup seit der Saison 2010/11 ununterbrochen immer auf den ersten drei Plätzen beenden konnten, kam das Doppel in der Saison 2020/21 erstmals nicht auf das Gesamt-Podium und beendete die Saison auf Rang vier. Bei den Weltmeisterschaften in Königssee wurden sie Weltmeister im Sprint und Zweiter im Doppelsitzer.

### Olympiasieg Nummer 5 und 6
In der Weltcup-Saison 2021/22 konnten Wendl und sein Partner ihren mittlerweile 46. Weltcupsieg beim Rennen in Winterberg feiern. Die Saison beendeten die beiden auf dem dritten Platz im Gesamtweltcup. Bei ihren dritten Olympischen Winterspielen in Peking konnten Wendl und Arlt erneut ihre Olympiasiege verteidigen und siegten sowohl im Doppelsitzer vor dem deutschen Gesamtweltcupsieger-Doppel Eggert/Benecken als auch mit der Team-Staffel. Sie sind damit das erste Doppel, dem drei Olympiasiege in Folge gelangen. Durch den Sieg mit der deutschen Team-Staffel und den Gewinn ihres sechsten Olympiagolds überholten Wendl/Arlt Claudia Pechstein als Rekordsiegerin bei Olympischen Winterspielen und sind nun deutsche Rekordsieger.

## Erfolge

### Auszeichnungen
- 2014, 2018 und 2022 das Silberne Lorbeerblatt für seine sportlichen Erfolge[18]
- 2022 Bayerischer Sportpreis zusammen mit Tobias Arlt in der Kategorie Herausragende bayerische Sportkarriere[19]

### Olympische Spiele
- 2014 Sotschi:   Doppelsitzer und Team-Staffel
- 2018 Pyeongchang:   Doppelsitzer und Team-Staffel
- 2022 Peking:   Doppelsitzer und Team-Staffel

### Weltmeisterschaften
- 2007 Igls: 9. Platz Doppelsitzer
- 2008 Oberhof:  Doppelsitzer
- 2009 Lake Placid: 7. Platz Doppelsitzer
- 2011 Cesana: DNF (gestürzt) Doppelsitzer
- 2012 Altenberg: 4. Platz Doppelsitzer
- 2013 Whistler:   Doppelsitzer und Team-Staffel
- 2015 Sigulda:   Doppelsitzer und Team-Staffel
- 2016 Königssee:    Doppelsitzer, Sprint und Team-Staffel
- 2017 Igls:  Sprint  Doppelsitzer
- 2019 Winterberg:  Doppelsitzer und Sprint
- 2020 Sotschi:   Doppelsitzer und Sprint
- 2021 Königssee:   Sprint, Doppelsitzer
- 2023 Oberhof:   Sprint, Doppelsitzer

### Gesamtweltcup
| Saison  | Platz | Punkte |
| ------- | ----- | ------ |
| 2006/07 | 29.   | 057    |
| 2007/08 | 5.    | 0470   |
| 2008/09 | 4.    | 0521   |
| 2009/10 | 4.    | 0526   |
| 2010/11 | 1.    | 0746   |
| 2011/12 | 2.    | 0720   |
| 2012/13 | 1.    | 0827   |
| 2013/14 | 1.    | 0770   |
| 2014/15 | 2.    | 1055   |
| 2015/16 | 1.    | 1037   |
| 2016/17 | 2.    | 0888   |
| 2017/18 | 2.    | 0911   |
| 2018/19 | 3.    | 0790   |
| 2019/20 | 2.    | 0846   |
| 2020/21 | 4.    | 773    |
| 2021/22 | 3.    | 796    |
| 2022/23 | 1.    | 1014   |
| 2023/24 | 2.    | 0885   |

### Weltcupsiege
| Nr. | Datum         | Ort                 | Bahn                                              |
| --- | ------------- | ------------------- | ------------------------------------------------- |
| 1.  | 17. Jan. 2009 | Oberhof             | Rennrodelbahn Oberhof                             |
| 2.  | 22. Jan. 2010 | Königssee           | Kombinierte Kunsteisbahn am Königssee             |
| 3.  | 31. Jan. 2010 | Cesana              | Cesana Pariol                                     |
| 4.  | 4. Dez. 2010  | Winterberg          | Bobbahn Winterberg                                |
| 5.  | 10. Dez. 2010 | Calgary             | Bob- und Rennschlittenbahn im Canada Olympic Park |
| 6.  | 5. Jan. 2011  | Königssee           | Kunsteisbahn Königssee                            |
| 7.  | 15. Jan. 2011 | Oberhof             | Rennrodelbahn Oberhof                             |
| 8.  | 16. Dez. 2011 | Calgary             | Bob- und Rennschlittenbahn im Canada Olympic Park |
| 9.  | 5. Jan. 2012  | Königssee           | Kunsteisbahn Königssee                            |
| 10. | 21. Jan. 2012 | Winterberg          | Bobbahn Winterberg                                |
| 11. | 24. Nov. 2012 | Innsbruck-Igls      | Olympia Eiskanal Igls                             |
| 12. | 1. Dez. 2012  | Königssee           | Kunsteisbahn Königssee                            |
| 13. | 8. Dez. 2012  | Altenberg           | Rennschlitten- und Bobbahn Altenberg              |
| 14. | 15. Dez. 2012 | Sigulda             | Rennrodel- und Bobbahn Sigulda                    |
| 15. | 15. Jan. 2013 | Königssee           | Kunsteisbahn Königssee                            |
| 36. | 9. Feb. 2013  | Lake Placid         | Olympia-Bobbahn Lake Placid                       |
| 17. | 23. Feb. 2013 | Sotschi             | Sliding Center Sanki                              |
| 18. | 18. Nov. 2013 | Lillehammer         | Bob- und Rennschlittenbahn Hunderfossen           |
| 19. | 30. Nov. 2013 | Winterberg          | Bobbahn Winterberg                                |
| 20. | 6. Dez. 2013  | Whistler            | Whistler Sliding Centre                           |
| 21. | 13. Dez. 2013 | Park City           | Bobbahn Park City                                 |
| 22. | 4. Jan. 2014  | Königssee           | Kunsteisbahn Königssee                            |
| 23. | 18. Jan. 2014 | Altenberg           | DKB-Eiskanal                                      |
| 24. | 24. Dez. 2014 | Calgary (Sprint)    | Bob- und Rennschlittenbahn im Canada Olympic Park |
| 25. | 3. Jan. 2015  | Königssee           | Kunsteisbahn Königssee                            |
| 26. | 17. Jan. 2015 | Oberhof             | Rennrodelbahn Oberhof                             |
| 27. | 31. Jan. 2015 | Lillehammer         | Bob- und Rennschlittenbahn Hunderfossen           |
| 28. | 21. Feb. 2015 | Altenberg           | DKB-Eiskanal                                      |
| 29. | 28. Feb. 2015 | Sotschi             | Sliding Center Sanki                              |
| 30. | 12. Dez. 2015 | Park City           | Bobbahn Park City                                 |
| 31. | 19. Dez. 2015 | Calgary (Sprint)    | Bob- und Rennschlittenbahn im Canada Olympic Park |
| 32. | 9. Jan. 2016  | Sigulda             | Rennrodel- und Bobbahn Sigulda                    |
| 33. | 17. Jan. 2016 | Oberhof             | Rennrodelbahn Oberhof                             |
| 34. | 17. Jan. 2016 | Oberhof (Sprint)    | Rennrodelbahn Oberhof                             |
| 35. | 6. Jan. 2017  | Sotschi             | Sliding Center Sanki                              |
| 37. | 5. Jan. 2017  | Königssee           | Kunsteisbahn Königssee                            |
| 38. | 4. Feb. 2017  | Oberhof             | Rennrodelbahn Oberhof                             |
| 39. | 26. Nov. 2017 | Winterberg (Sprint) | Bobbahn Winterberg                                |
| 40. | 7. Jan. 2018  | Königssee           | Kunsteisbahn Königssee                            |
| 41. | 7. Dez. 2018  | Calgary             | Bob- und Rennschlittenbahn im Canada Olympic Park |
| 42. | 9. Feb. 2019  | Oberhof             | Rennrodelbahn Oberhof                             |
| 43. | 30. Nov. 2019 | Lake Placid         | Olympia-Bobbahn Lake Placid                       |
| 44. | 1. Feb. 2020  | Oberhof             | Rennrodelbahn Oberhof                             |
| 45. | 19. Dez. 2020 | Winterberg          | Bobbahn Winterberg                                |
| 46. | 1. Jan. 2022  | Winterberg          | Bobbahn Winterberg                                |
| 47. | 17. Dez. 2022 | Park City (Sprint)  | Bobbahn Park City                                 |
| 48. | 14. Jan. 2023 | Sigulda             | Rennrodel- und Bobbahn Sigulda                    |
| 49. | 11. Feb. 2023 | Winterberg          | Bobbahn Winterberg                                |
| 50. | 12. Feb. 2023 | Winterberg (Sprint) | Bobbahn Winterberg                                |
| 51. | 18. Feb. 2023 | St. Moritz          | Olympia Bob Run St. Moritz–Celerina               |
| 52. | 25. Feb. 2023 | Winterberg          | Bobbahn Winterberg                                |
| 53. | 15. Dez. 2023 | Whistler            | Whistler Sliding Centre                           |

| Nr. | Datum         | Ort            | Bahn                                                 |
| --- | ------------- | -------------- | ---------------------------------------------------- |
| 1.  | 17. Jan. 2009 | Oberhof        | Rennrodelbahn Oberhof 1                              |
| 2.  | 25. Jan. 2009 | Altenberg      | Rennschlitten- und Bobbahn Altenberg 2               |
| 3.  | 6. Dez. 2009  | Altenberg      | Rennschlitten- und Bobbahn Altenberg 3               |
| 4.  | 3. Jan. 2010  | Königssee      | Kunsteisbahn Königssee 3                             |
| 5.  | 10. Jan. 2010 | Winterberg     | Bobbahn Winterberg 4                                 |
| 6.  | 28. Nov. 2010 | Innsbruck-Igls | Kunsteisbahn Bob-Rodel Igls 5                        |
| 7.  | 5. Dez. 2010  | Winterberg     | Bobbahn Winterberg 6                                 |
| 8.  | 6. Jan. 2011  | Königssee      | Kunsteisbahn Königssee 1                             |
| 9.  | 16. Jan. 2011 | Oberhof        | Rennrodelbahn Oberhof 3                              |
| 10. | 23. Jan. 2011 | Altenberg      | Rennschlitten- und Bobbahn Altenberg 3               |
| 11. | 22. Jan. 2012 | Winterberg     | Bobbahn Winterberg 7                                 |
| 12. | 25. Nov. 2012 | Innsbruck-Igls | Kunsteisbahn Bob-Rodel Igls 9                        |
| 13. | 9. Dez. 2012  | Altenberg      | DKB-Eiskanal 9                                       |
| 14. | 16. Dez. 2012 | Sigulda        | Rennrodel- und Bobbahn Sigulda 9                     |
| 15. | 9. Jan. 2013  | Königssee      | Kunsteisbahn Königssee 2                             |
| 16. | 9. Feb. 2013  | Lake Placid    | Olympia-Bobbahn Lake Placid 10                       |
| 17. | 24. Feb. 2013 | Sotschi        | Sliding Center Sanki 5                               |
| 18. | 7. Dez. 2013  | Whistler       | Whistler Sliding Centre 9                            |
| 19. | 14. Dez. 2013 | Park City      | Bobbahn Park City 9                                  |
| 20. | 5. Jan. 2014  | Königssee      | Kunsteisbahn Königssee 9                             |
| 21. | 4. Jan. 2015  | Königssee      | Kunsteisbahn Königssee 9                             |
| 22. | 18. Jan. 2015 | Oberhof        | Rennrodelbahn Oberhof 9                              |
| 23. | 1. Feb. 2015  | Lillehammer    | Bob- und Rennschlittenbahn Hunderfossen 11           |
| 24. | 28. Feb. 2015 | Sotschi        | Sliding Center Sanki 11                              |
| 25. | 10. Jan. 2016 | Sigulda        | Rennrodel- und Bobbahn Sigulda 3                     |
| 26. | 6. Jan. 2017  | Königssee      | Kunsteisbahn Königssee 10                            |
| 27. | 5. Feb. 2017  | Oberhof        | Rennrodelbahn Oberhof 9                              |
| 28. | 8. Dez. 2018  | Calgary        | Bob- und Rennschlittenbahn im Canada Olympic Park 12 |
| 29. | 2. Feb. 2020  | Oberhof        | Rennrodelbahn Oberhof 13                             |
| 30. | 19. Feb. 2023 | St. Moritz     | Olympia Bob Run St. Moritz–Celerina 14               |
| 31. | 16. Dez. 2023 | Whistler       | Whistler Sliding Centre 15                           |
| 32. | 7. Jan. 2024  | Winterberg     | Bobbahn Winterberg 16                                |
| 33. | 3. März 2024  | Sigulda        | Rennrodel- und Bobbahn Sigulda 17                    |